# موحدین انقلابی
موحدین انقلابی یک گروه سیاسی مسلمان طرفدار افکار علی شریعتی بود که در دهۀ ۱۳۶۰ در قزوین تشکیل شد. موحدین انقلابی از گروه‌های اپوزیسیون جمهوری اسلامی محسوب می‌شد. این گروه نشریه‌ای تحت عنوان خروش موحدین را در طی سال‌های دهۀ شصت خورشیدی منتشر می‌کرد که ارگان این سازمان به شمار می‌آمد و شدیداً علیه نظام جمهوری اسلامی موضع می‌گرفت.
گروه موحدین انقلابی خط مشی چریکی را قبول نداشت و از سوی دیگر مخالف لیبرالیسم و گروه‌های لیبرال بود و در عین حال با خط مشی گروه‌های مسلح و حاکمیت هم در تضاد بود.

## دستگیری اعضا
در سال‌های ۱۳۶۴ و ۱۳۶۵ عناصر اصلی این گروه همچون محرم محمدی، درویش، تقی رحمانی، رضا علیجانی، فاطمه گوارایی، محترم رحمانی و … توسط وزارت اطلاعات دستگیر شدند. پس از این دستگیری فعالیت کادرهای اصلی آن رو به افول رفت و تا سال ۱۳۶۸ ادامه یافت. اکثر کادرهای این گروه بعداً فعالیت خود را با شورای فعالان ملی-مذهبی ایران ادامه دادند.
با این وجود محرم محمدی و درویش در سال ۱۳۶۷ آزاد شده و با مهاجرت به فرانسه شاخه خارجی گروه موحدین را تشکیل دادند.